# Ilona Edelsheim-Gyulai
La condesa Ilona Edelsheim-Gyulai de Marosnémethi et Nádaska (14 de enero de 1918 - 18 de abril de 2013) fue una noble húngara esposa de István Horthy, hijo del regente Miklós Horthy y Regente Adjunto de Hungría por un corto tiempo en 1942.

## Biografía
Nacida en Budapest, era la tercera hija del conde Lipót Edelsheim-Gyulai y Gabriella Pejacsevich (croata: Gabriela Pejačević). Pasó su infancia en Felsőelefánt (hoy: Horné Lefantovce, Eslovaquia), la finca de la familia en la Alta Hungría. Se casó con István Horthy en abril de 1940. Su único hijo, István Horthy, nació en 1941. Su marido murió en un accidente aéreo no esclarecido sobre el Frente Oriental en agosto de 1942.
Trabajó como enfermera de la Cruz Roja durante la Segunda Guerra Mundial. También desempeñó un importante papel en el rescate de judíos húngaros. Después de los intentos fallidos de deserción y la Operación Panzerfaust, decidió emigrar junto con su suegro. Escribió sus memorias con el título Honor y deber (Becsület és kötelesség). Vivió en el Reino Unido, hasta su muerte en Lewes, a los 95 años de edad.